# Željko Kuzmić
Željko Kuzmić (serbisch-kyrillisch Жељко Кузмић; * 2. November 1984 in Aranđelovac) ist ein serbischer Fußballtorwart.

## Karriere
Kuzmić begann seine Karriere beim FK Železnik, bei dem er ab der Saison 1999/2000 Teil der Kampfmannschaft war. Zur Saison 2005/06 wechselte er zum FK Mornar Bar in den montenegrinischen Teil Serbien und Montenegros. Zur Saison 2006/07 wechselte der Torwart nach Polen zum unterklassigen Kania Gostyń. Zur Saison 2007/08 schloss er sich dem FK Pobeda Prilep aus Mazedonien an. Im Januar 2009 kehrte er nach Serbien zurück und wechselte zum Zweitligisten FK Smederovo. Mit dem Klub stieg er am Ende der Saison 2008/09 in die SuperLiga auf. Sein Debüt in der höchsten serbischen Spielklasse gab er dann im September 2009 gegen den FK Roter Stern Belgrad. Bis Saisonende kam er zu sieben Erstligaeinsätzen.
Zur Saison 2010/11 wechselte Kuzmić nach Äthiopien zur Saint-George SA. Nach zwei Jahren in Afrika wechselte der Serbe zur Saison 2012/13 nach Bosnien und Herzegowina zum FK Velež Mostar, für den er allerdings nie zum Einsatz kommen sollte. Im Januar 2013 schloss er sich dem albanischen Zweitligisten KF Himara an. Für Himara kam er zu acht Einsätzen in der Kategoria e parë. Zur Saison 2013/14 wechselte der Torwart ein zweites Mal nach Montenegro, diesmal zum FK Mladost Podgorica. In eineinhalb Jahren in der montenegrinischen Hauptstadt hütete er neunmal das Tor Mladosts in der Prva Crnogorska Liga.
Im Januar 2015 wechselte er innerhalb Montenegros zum Ligakonkurrenten FK Berane, für den er aber nie spielte. Zur Saison 2015/16 wechselte Kuzmić zurück nach Bosnien zum FK Rudar Prijedor, für den er zu einem Einsatz im Cup kam. Im Januar 2016 wechselte er zum Ligakonkurrenten NK Travnik. Für Travnik spielte er einmal in der Premijer Liga. Im Sommer 2016 wechselte er nach Schweden zum unterklassigen Nybro IF, ehe er bereits im August 2016 wieder nach Bosnien zurückging und sich dem NK Metalleghe-BSI anschloss. Für Metalleghe kam er zu einem Einsatz in der höchsten bosnischen Liga.
Zur Saison 2017/18 kehrte er in seine Heimat Serbien zurück und wechselte zum unterklassigen FK Karađorđe Topola. Die Rückrunde jener Spielzeit verbrachte er beim FK Radnički Svilajnac. Zur Saison 2018/19 schloss er sich in Deutschland dem sechstklassigen SV Donaustauf an. In der Winterpause kehrte er abermals nach Serbien zurück und wechselte zum OFK Mihajlovac. Im Juli 2019 wechselte der Wandervogel ein zweites Mal weg aus Europa, diesmal nach Asien in die Mongolei zum Deren FC. Im Januar 2020 wechselte er weiter nach Vietnam zum Tai Po FC. Zur Saison 2020/21 kehrte Kuzmić wieder nach Serbien zurück und wechselte zum FK Borac Čačak.
Im Februar 2022 schloss er sich dem österreichischen Regionalligisten ATSV Stadl-Paura an. Für Stadl-Paura kam er zu 14 Einsätzen in der Regionalliga, aus der er mit dem Team zu Saisonende aber abstieg. Daraufhin verließ er den Verein wieder.